# بيتر نيرو
بيتر نيرو (ولد باسم برنارد نيرو، 22 مايو 1934) عازف بيانو أمريكي وقائد موسيقى بوبس. قام بإخراج فيلي بوبس من 1979 إلى 2013، وحصل على جائزتي غرامي.